# Rugby Europe Women's Championship 2019
El Rugby Europe Women's Championship del 2019 fue la vigésimo tercera edición del torneo femenino de rugby.

## Equipos participantes
- Selección femenina de rugby de Alemania
- Selección femenina de rugby de España
- Selección femenina de rugby de Países Bajos
- Selección femenina de rugby de Rusia

## Resultados

### Semifinales
| 23 de febrero | España | 41 - 0 | Rusia | Madrid, España |  |

| 9 de marzo | Países Bajos | 46 - 17 | Alemania | Ámsterdam, Países Bajos |  |

### Tercer Puesto
| 4 de mayo | Alemania | 5 - 20 | Rusia | Bonn, Alemania |  |

### Final
| 30 de marzo | España | 54 - 0 | Países Bajos | Madrid, España |  |

| Bandera de España |
| Campeón España    |
| Séptimo título    |